# یوشیکی ناکاجیما
یوشیکی ناکاجیما (ژاپنی: 仲島 義貴؛ زادهٔ ۱۸ اوت ۱۹۹۳) یک بازیکن فوتبال اهل ژاپن است.
از باشگاه‌هایی که در آن بازی کرده‌است می‌توان به باشگاه فوتبال اهیمه اشاره کرد.